# Mubarak Al-Kabier
Mubarak Al-Kabier (Arabisch: Mubārak al Kabīr) is een gouvernement (provincie) in Koeweit.
Mubarak Al-Kabier telt ongeveer 250.000 inwoners op een oppervlakte van 94 km². Het gouvernement is in 2000 afgesplitst van Hawalli.
Ahmadi · Al-Asimah · Farwaniya · Jahra · Hawalli · Mubarak Al-Kabier